# Alexander de Savornin Lohman

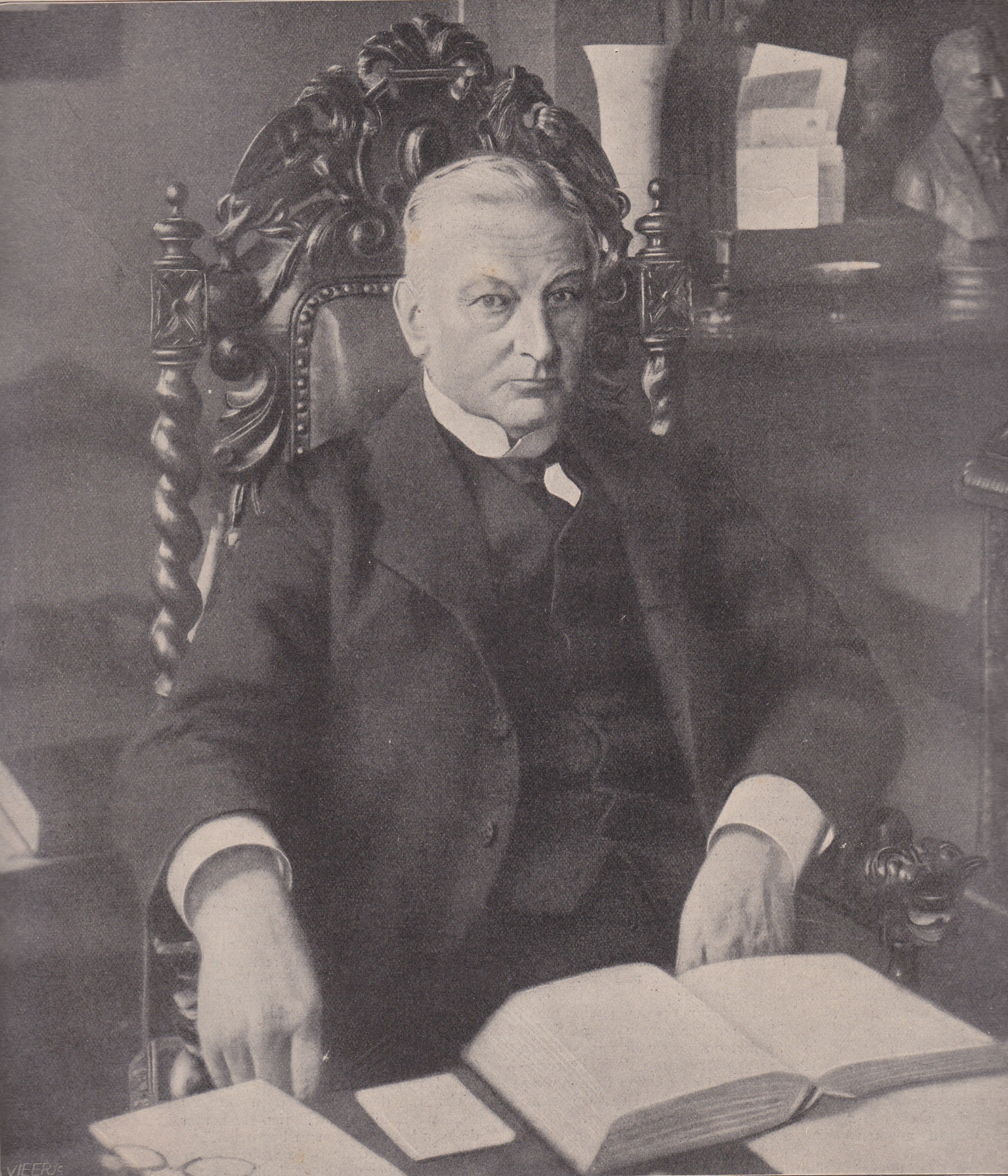
Alexander de Savornin Lohman (1911)

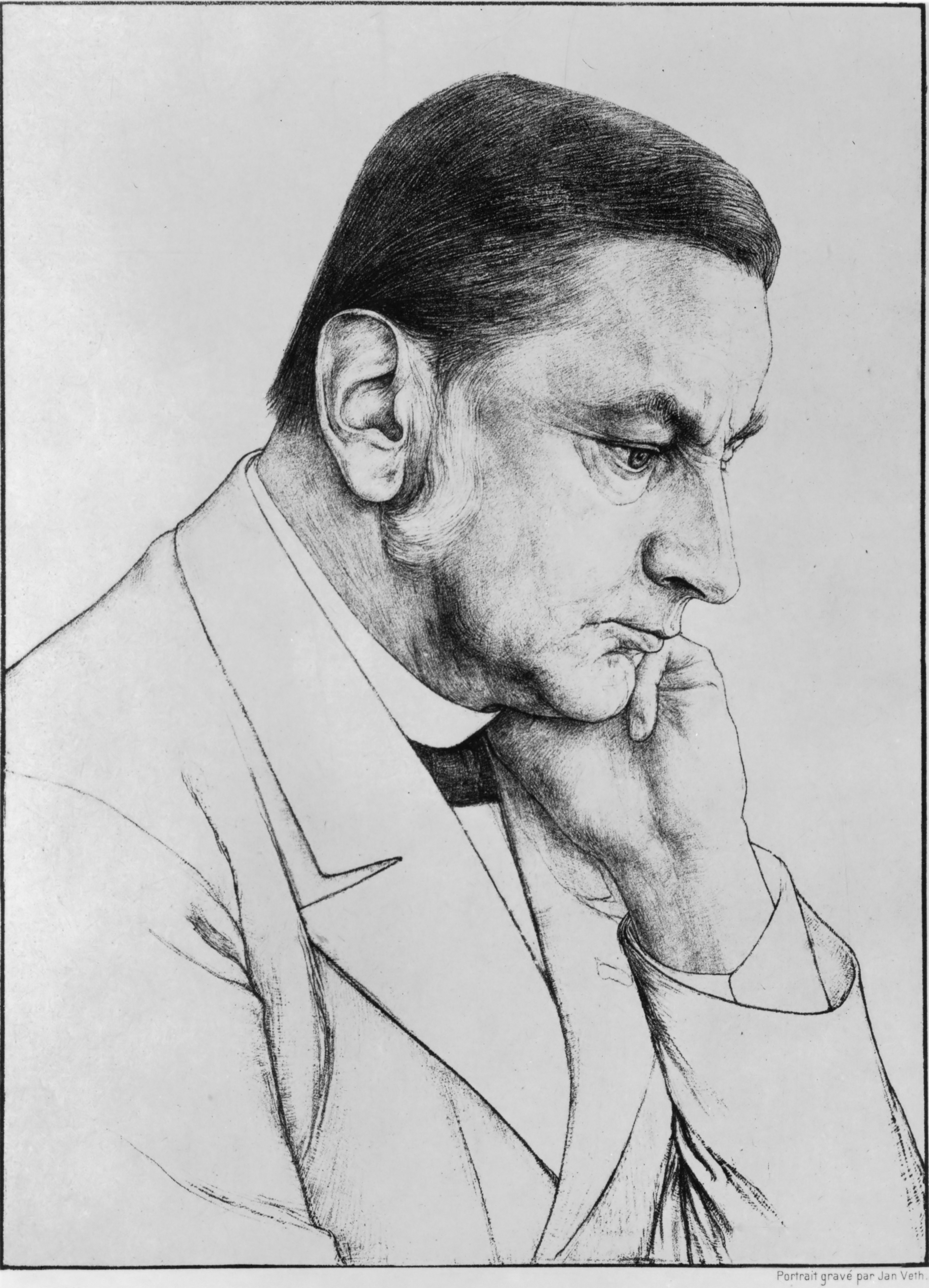
Alexander de Savornin Lohman (Zeichnung von Jan Veth)

Alexander Frederik de Savornin Lohman (* 29. Mai 1837 in Groningen; † 11. Juni 1924 in ’s-Gravenhage) war ein niederländischer Richter, Hochschullehrer, Journalist und Politiker der Anti-Revolutionaire Partij (ARP), der Vrij-Antirevolutionaire Partij (VAR), der Christelijk-Historische Partij (CHP) sowie der Christelijk-Historische Unie (CHU), der mit Unterbrechungen 40 Jahre lang Mitglied der Ersten oder Zweiten Kammer der Generalstaaten, zeitweise Innenminister, langjähriger Fraktionsvorsitzender sowie Staatsminister war.

## Leben

### Familie, Studium und Richter
Alexander Frederik de Savornin Lohman stammte aus der bekannten Familie Savornin Lohman. Sein Großvater Maurits Adriaan de Savornin Lohman war Mitglied der Versammlung der Notabeln sowie einige Jahre Bürgermeister von Groningen, ebenso sein Onkel Herman de Ranitz. Sein älterer Bruder Sebastiaan Mattheus Sigismund de Savornin Lohman war viele Jahre Mitglied sowie zuletzt Präsident des Rechnungshofes (Algemene Rekenkamer), während sein älterer Bruder Maurits Adriaan de Savornin Lohman Jurist im Verwaltungsdienst sowie zwischen 1889 und 1891 Gouverneur von Suriname war. Sein Sohn Witius Hendrik de Savornin Lohman wurde 1901 Mitglied des Hohen Rates der Niederlande, des obersten Gerichts der ordentlichen Gerichtsbarkeit, und zwischen 1914 und 1931 dessen Präsident.
Nach dem Besuch des Gymnasiums von Groningen begann de Savornin Lohman 1855 ein Studium der Fächer Römisches Recht und Recht der Niederlande an der Hochschule Groningen, das er im März 1861 mit der Promotion zum Dr. jur. abschloss.
Seine berufliche Laufbahn begann er im Januar 1863 als Richter am Bezirksgericht in Appingedam sowie anschließend von September 1866 bis November 1872 als Richter am Bezirksgericht in ’s-Hertogenbosch, ehe er zwischen November 1872 und März 1884 Richter am Gerichtshof von ’s-Hertogenbosch war. Zugleich war er zwischen 1876 und 1877 Redakteur der von Abraham Kuyper gegründeten Tageszeitung De Standaard.

### Abgeordneter, Hochschullehrer und Minister
Am 15. September 1879 begann er zudem seine politische Laufbahn, als er erstmals zum Mitglied der Zweiten Kammer der Generalstaaten gewählt wurde und in dieser bis zum 19. Februar 1890 den Wahlkreis Goes vertrat.
1881 wurde er zum Ritter des Orden vom Niederländischen Löwen ernannt.
Neben seiner richterlichen und politischen Tätigkeit übernahm er außerdem im November 1883 eine Professur für Staatsrecht an der Freien Universität Amsterdam und lehrte dort bis Februar 1890.
Am 24. Februar 1890 wurde de Savornin Lohman von Ministerpräsident Æneas Mackay jr. zum Innenminister in dessen Kabinett berufen und gehörte diesem bis zum Ende der Amtszeit Mackays am 20. August 1891 an.
1881 wurde er nach seinem Ausscheiden aus dem Kabinett zum Kommandeur des Orden vom Niederländischen Löwen ernannt.
Im September 1891 kehrte er als Professor für Staatsrecht an die Freie Universität Amsterdam zurück und unterrichtete dort bis Oktober 1896. Außerdem wurde er am 15. Juni 1892 zum Mitglied der Ersten Kammer der Generalstaaten gewählt und vertrat dort bis zum 1. Februar 1894 die Provinz Gelderland.
Im Anschluss war er abermals vom 13. Februar bis zum 20. März 1894 sowie erneut vom 16. Mai 1894 bis zum 8. Februar 1921 Mitglied der Zweiten Kammer der Generalstaaten und vertrat dort wieder den Wahlkreis Goes.

### Chefredakteur, Fraktions- und Parteivorsitzender
Darüber hinaus war er zwischen Mai 1894 und Oktober 1921 Chefredakteur der Tageszeitung De Nederlander.
Während seiner langjährigen Parlamentszugehörigkeit war er zwischen 1896 und Februar 1921 erst Vorsitzender der Fraktion (Kamerclub) der Vrij-Antirevolutionaire Partij (VAR), dann von April 1903 bis Juli 1908 der Christelijk-Historische Partij (CHP) sowie zuletzt seit Juli 1908 der Christelijk-Historische Unie (CHU). In dieser Funktion war er ferner zwischen Juli 1908 und Februar 1921 politischer Führer der CHU.
Zugleich war er zuerst zwischen 1898 und 1903 Vorsitzender der VAR und dann zwischen 1903 und 1908 Mitglied des Hauptvorstandes der CHP. De Savorin Lohman war anschließend zwischen 1908 und 1913 Vorsitzender der CHU, ehe er im Anschluss von 1913 bis zu seinem Tod Ehrenvorsitzender der CHU war.
Für seine langjährigen politischen Verdienste wurde ihm am 31. August 1909 auf Lebenszeit der Ehrentitel eines Staatsministers (Minister van Staat) verliehen.
Sein Grab befindet sich auf dem niederländischen Friedhof Oud Eik en Duinen in Den Haag.

## Veröffentlichungen
- Verantwoordelijkheid der regering ten aanzien van de jongste Kamerontbinding, 1868
- Gezag en Vrijheid, 1875
- De staatsschool en de Roomsche kerk, 1875
- De rechtsbevoegdheid onzer plaatselijke kerken, Mitautor F.L. Rutgers, 1886 bis 1887
- Partij of beginsel?, 1892
- Aan Dr. Kuyper, een valsche leuze, 1894
- De aanval op Seinpost en mijn antwoord, 1895
- Verzamelde opstellen, staatsrecht, Mitautor H. van Malsen, 3 Bände, 1921
- Onze Constitutie, 1901
- Calvijn en Rome, Mitautor H. van Malsen, 1927

## Hintergrundliteratur
- D.J. de Geer: Alexander Frederik de Savornin Lohman, 1909
- H. van Malsen: Alexander Frederik de Savornin Lohman. Ontwikkelingsgang van zijn denken en handelen, 1931
- L.C. Suttorp: Jhr.Mr. Alexander Frederik de Savornin Lohman, 1837-1924, 1948
- G.G. van As: Mr. Lohmans's feest. Herinneringen aan den tachtigsten verjaardag van jhr. mr. A.F. de Savornin Lohman A.D. 1902, 1917